# Andrea Mayr
Andrea Mayr (Wels, 15 ottobre 1979) è una fondista di corsa in montagna, maratoneta e siepista austriaca.
Ha vinto sei volte il titolo di campionessa del mondo di corsa in montagna, quattro volte la coppa del mondo di corsa in montagna e quattro volte il titolo europeo di corsa in montagna. Detiene il record mondiale femminile di km verticale senza ausilio di bastoni, stabilito nel 2023 alla Melavertical (gara omologata International Skyrunning Federation e FISKY) di Villa di Tirano (SO) con il tempo di 35'19".

## Biografia

### Carriera podistica
Andrea Mayr è l'atleta con più successi all'attivo nell'ambito della corsa in montagna, ha infatti vinto sei titoli mondiali e quattro titoli europei.
Già sin da piccola andava in montagna coi genitori, escursioni che le hanno fatto conoscere ed apprezzare la montagna. Oltre alle escursioni dai sei ai quindici anni ha praticato ginnastica arrivando a partecipare anche ai campionati nazionali. A livello scolastico Andrea Mayr ha vinto titoli nazionali nel cross e in parecchie competizioni batteva anche i colleghi maschili della medesima età.
Nel 2002 ha vinto il suo primo titolo austriaco assoluto nella corsa in montagna. Due anni più tardi, nel 2004, arriva anche la prima medaglia importante, argento agli europei di corsa in montagna. Soltanto un anno dopo, nel 2005, Andrea Mayr conquista l'oro europeo ad Heiligenblut nella sua Austria, per lei uno dei successi più importanti della carriera.

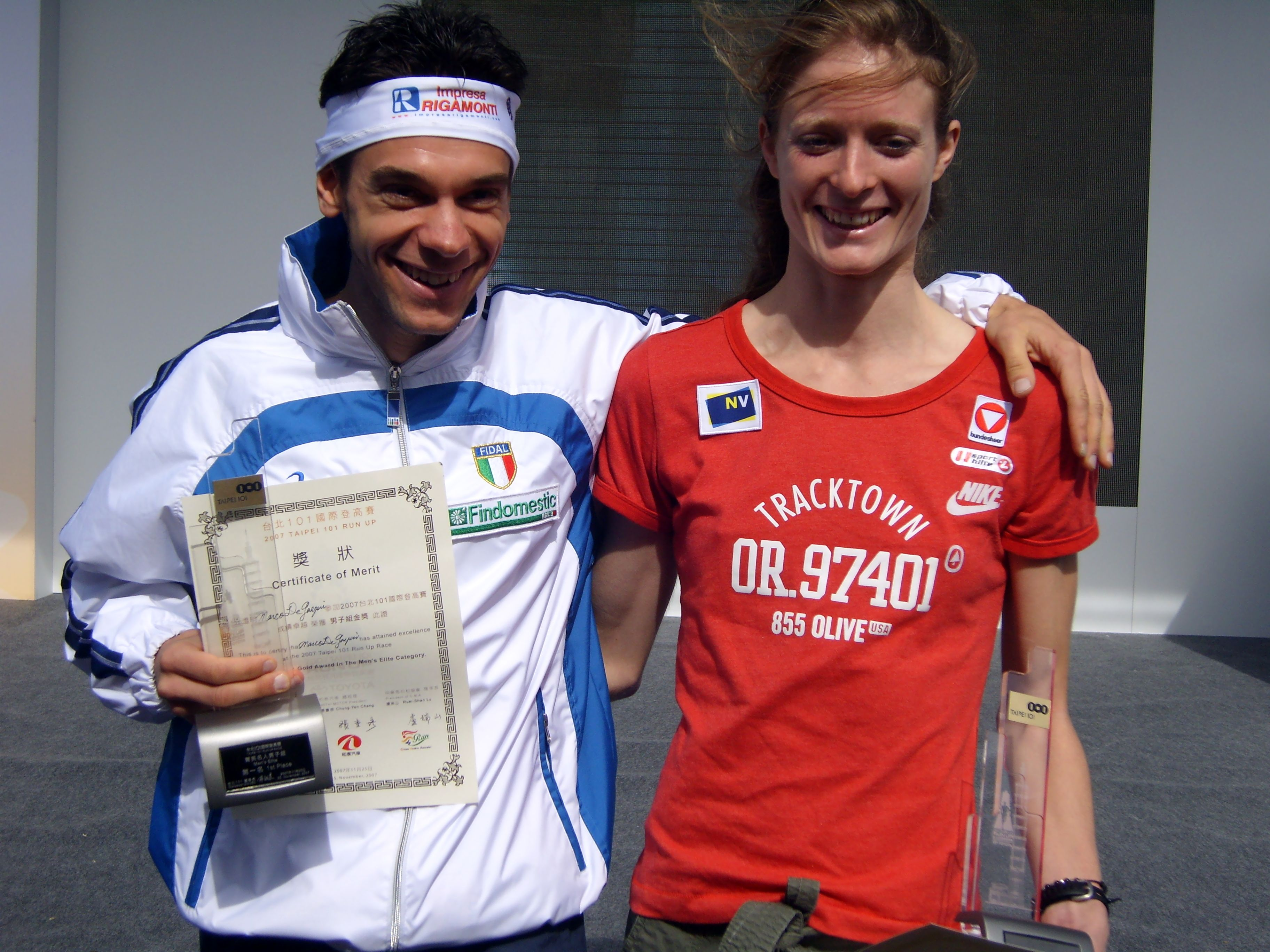
Marco De Gasperi ed Andrea Mayr in occasione della loro vittoria alla Taipei 101 Run up race nel 2007

Mayr, oltre che ad essere una campionessa a livello di corsa in montagna, si è ottimamente anche distinta su strada, in pista e nel cross. Al suo attivo ha ben oltre 40 titoli nazionali sulle varie distanze. In due occasioni, 2005 e 2007, si è qualificata per i campionati mondiali sui 3000 siepi venendo eliminata in entrambe le occasioni durante le batterie.
In maratona ha partecipato a due olimpiadi, quelle del 2012 a Londra (54ª) e quelle del 2016 a Rio de Janeiro (64ª).

### Carriera nel duathlon
Nel 2004 ha partecipato ai Campionati del mondo di duathlon sulla corta distanza arrivando quarta. Nel 2014 ha vinto l'argento ai Campionati europei di duathlon.

### Carriera nello sci alpinismo
Nel 2017 e 2019 ha vinto il titolo mondiale durante i Campionati mondiali di sci alpinismo nella disciplina vertical.

### Carriera ciclistica
Nel 2004, 2006 e nel 2013 ha vinto il titolo austriaco di ciclismo in montagna.

## Palmarès
| Anno | Manifestazione  | Sede           | Evento         | Risultato | Prestazione | Note |
| ---- | --------------- | -------------- | -------------- | --------- | ----------- | ---- |
| 2005 | Mondiali        | Helsinki       | 3000 m siepi   | Batteria  | 10'07"61    |      |
| 2007 | Mondiali        | Osaka          | 3000 m siepi   | Batteria  | 10'14"22    |      |
| 2012 | Giochi olimpici | Londra         | Maratona       | 54ª       | 2h34'51"    |      |
| 2016 | Europei         | Amsterdam      | Mezza maratona | 30ª       | 1h13'49"    |      |
| 2016 | Giochi olimpici | Rio de Janeiro | Maratona       | 64ª       | 2h41'52"    |      |

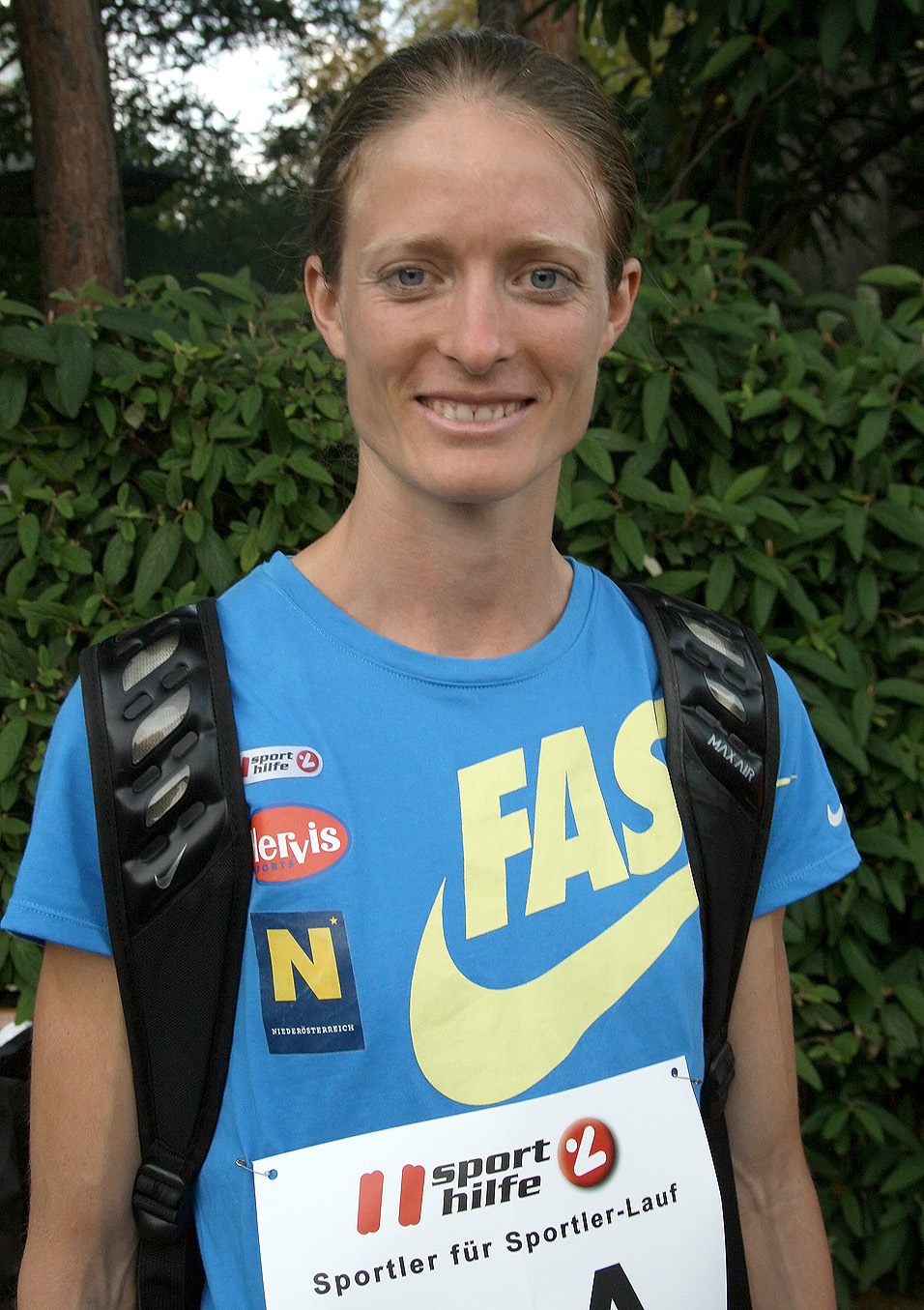
Andrea Mayr prima di una gara a Vienna in Austria

Oltre ai sei titoli mondiali elencati nella scheda, vinti nel 2006, 2008, 2010, 2012, 2014 e 2016, Mayr ha vinto innumerevoli altre prestigiose corse, sia in montagna che su strada, eccone alcune:
- Quattro titoli continentali durante i campionati europei di corsa in montagna, vinti nel 2005, 2013, 2014[5] e 2015
- Ha vinto quattro volte la coppa del mondo di corsa in montagna, nel 2010, 2014, 2016 e 2018
- Chilometro verticale Melavertical (Villa di Tirano - SO), vittoria nel 2023 con il nuovo record del mondo sui 1000 metri di dislivello senza l'ausilio dei bastoni, 35'19[6]. Il precedente primato, 35'40", era stato realizzato sempre da lei nella Chiavenna-Lagunc del 2018
- Smarna Gora a Lubiana, vittoria nel 2017 con nuovo record del percorso[7]
- Vincitrice nel 2009 della maratona di Vienna in 2h30'43" (record austriaco)[8]
- Vincitrice nel 2013 della Jungfrau Marathon[9]
- Vincitrice nel 2015 della mezza maratona di Linz in 1h11'34" (record austriaco)
- Vincitrice per 3 volte, dal 2004 al 2006, dell'Empire state building Run-up, corsa sull'omonimo grattacielo di New York. Con 11'23" è anche detentrice del record del percorso
- Vincitrice per 3 volte, dal 2005 al 2007, della Taipei 101 Run-up race, corsa sull'omonimo grattacielo di Taipei
- Con 58'21" detiene il record della Schneeberg lauf in Austria
- Vincitrice a più riprese della Schlickeralmlauf a Telfes
- Otto volte vincitrice e detentrice del record del percorso alla Hochfellnberglauf a Bergen in Germania[10]